# Manuel Arce Zagaceta
Manuel Toribio Arce Zagaceta fue un político peruano. Fue fundador, junto con Fernando Belaúnde Terry, del Frente Nacional de Juventudes Democráticas que, años después se transformaría en el partido Acción Popular.
En 1955 fundó el Frente Nacional de Juventudes Democráticas junto con Fernando Belaúnde Terry, Javier Alva Orlandini y Violeta Correa. Participó como candidato en las elecciones generales de 1956 y resultó siendo elegido como diputado por el departamento de Loreto. Luego del gobierno militar, volvió a ser elegido como diputado pero esta vez por Lima Metropolitana. Tentó la reelección sin éxito en las elecciones generales de 1985 y de 1990.